# Топулька (гміна)
Гміна Топулька (пол. Gmina Topólka) — сільська гміна у північній Польщі. Належить до Радзейовського повіту Куявсько-Поморського воєводства.
Станом на 31 грудня 2011 у гміні проживало 5010 осіб.

## Площа
Згідно з даними за 2007 рік площа гміни становила 102.92 км², у тому числі:
- орні землі: 78.00%
- ліси: 9.00%

Таким чином, площа гміни становить 16.96% площі повіту.

## Населення
Станом на 31 грудня 2011:
| Опис     | Загалом | Загалом | Чоловіки | Чоловіки | Жінки | Жінки |
| -------- | ------- | ------- | -------- | -------- | ----- | ----- |
| одиниця  | осіб    | %       | осіб     | %        | осіб  | %     |
| все      | 5010    | 100     | 2561     | 51.12    | 2449  | 48.88 |
| міське   | 0       | 100     | 0        |          | 0     |       |
| сільське | 5010    | 100     | 2561     | 51.12    | 2449  | 48.88 |

## Сусідні гміни
Гміна Топулька межує з такими гмінами: Баб'як, Битонь, Ізбиця-Куявська, Любранець, Осенцини, Пйотркув-Куявський, Вежбінек.